# Eli Gras
Eli Gras (Barcelona, 1971) es una artista multidisciplinar española. Es compositora, multinstrumentista, ilustradora y diseñadora gráfica. Ha colaborado en libros para niños, en cine de animación y en la producción de efectos especiales para cine y publicidad. Es además editora musical y literaria y promotora de proyectos y eventos culturales. Se define a sí misma como Especialista en ferretería conceptual.

## Trayectoria
Empezó en la época de los años 80 tratando diferentes géneros como el experimental, el electropop,  electropop-dada, minimalismo y otros. Su música se caracteriza por la improvisación y el uso de instrumentos atípicos tales como juguetes, guitarras trucadas, artefactos diversos y otros instrumentos como bajos o flautas que "cobran vida y se expresan con su propio lenguaje". Ella disfruta compartiendo el conocimiento y pequeños descubrimientos, sonidos y procesos con todo el mundo a quien le pueda interesar, permitiéndoles tocar los instrumentos, haciendo talleres, charlas didácticas, conciertos y exposiciones. Está comprometida con la lucha en contra del elitismo y el secretismo.
Ha tocado en festivales y salas por toda Europa (Worldtronics, Imaxinasons, Jardins Éfemeros, Experimentaclub, Blurred Edges, Sónar, entre otros), expuesto sus obras (Drap-Art, CCCB) así como realiza talleres y charlas. Luthier experimental, ha creado las instalaciones-concierto “Saló Sonor” y “Peeled Piano” trabajando el reciclaje creativo y tocado con multitud de artistas, entre ellos Pierre Bastien, Nuno Rebelo, Pelayo Arrizabalaga, Hans Joachim Roedelius, Eduard Altaba, Tom Chant, Aixònoespànic, Francesc Melis, Juan Matos Capote, Jaki Liebezeit, Perreko, Fred Frith, Victor Nubla, David Paredes, David Fenech, Diego Caicedo, Nad Spiro, Jakob Draminsky, Cèlia Sànchez-Mústich, Barb Wagner, Truna, Juergen Hall, Klaus Kürvers, Juan Crek, Quico Samsó, Wagner Pa o Alain Wergifosse.
Entre sus trabajos, además de publicar en solitario, ha formado parte de otros grupos como Colofonia, Obmuz, Etnia, Ome Acustic's y, junto a Florenci Salesas, Motor Combo. Actualmente forma parte de la Laptopless Orquestra. También es la fundadora y editora de La Olla Exprés, una asociación cultural cuyo fin es publicar libros y CDs en formatos atípicos, y es directora y fundadora del festival internacional de música NoNoLogic.
También ha destacado en otras áreas como en diseño gráfico, ilustración, packaging, diseño web y fotografía.

## Obras

### Solitario
- 2002 - Baranda LP (La Olla Expréss)
- 2016 - Xylotheque LP (La Olla Expréss)
- 2018 - Grass Velvet[8] LP (Esc. Rec. Holanda)
- 2018 - Tasmanian Robinet EP (La Olla Expréss)
- 2019 - Museum of the Dry Bugs Casete + edición objeto (Gagarin records, Colonia)

### Motor Combo
- 2003 - El avión Single (La Olla Expréss)
- 2012 - Polo LP (La Olla Expréss)

### Colaboraciones
- 1998 - Obmuz Band (Dude Tapes).
- 1999 - Deep Gray Organics (Alain Wergifosse, Geometrik Records).
- 2009 - Baby Elephant Walk (Ego Twister Records).
- 2010 - Calixto, canción en el disco Ego Twister Party Ruiners.
- 2010 - Calixto, canción en el disco Music for Toys 3.
- 2013 - Yan Lemonnier (Ego Twister Records).
- 2013 - Reedición de Obmuz Band (Dude Tapes).
- 2014 - Crek-Walters-Gras-Caicedo. Juan Matos Capote.  (El Generador).
- 2015 - Duplicat (Pelayo Arrizabala & Eli Gras) (La Olla Expréss).
- Sound and Visual Walk (Circular Strings Sequencer).

### Libros
- 2006 - Cuentos de La Olla Expréss (La Olla Expréss)
- 2013 - Queridos Objetos y Otras Poerprosas (La Olla Expréss)
- 2013 - Sin Espejos (La Olla Expréss)

### Performances, Residencias
- 2012 - l'oscil·lar y Saló Sonor, construcción de un espectacaculo formado por un set de instrumentos inventados en Associació Priorat Centre d'Art (Priorato)[9]
- 2014 - Saló Sonor, con Mar Morey, en L'Estruch Centre D'art" (Sabadell)[10]
- 2015 - Peeled Piano, Residencia en Champs des Possibles, (Ferme de la Mhotte, Francia)
- 2015 - De Perifeer, Residencia creativa (Deventer, Holanda)[11]
- 2016 - Worm Residencia de Arte Radiofónico, creación de la obra "Xylotheque" (Róterdam, Holanda)[12]
- 2016 . Universidad de Jaén, conferencia-taller creación de instrumentos (Jaén)
- 2016 - Furniture Talk!, participación en la 17.ª Marató Creativa de la escuela Elisava (Barcelona)

### Gestión Cultural
- 2002- Presidenta, gestor cultural, editor y fundadora de la associación cultural La Olla Expréss.
- 2007-2012/2017 - Dirección, fundadora, directora artística del Festival NoNoLogic Festival Internacional de música y arte "no-lógico.